# Schloss Krobnitz

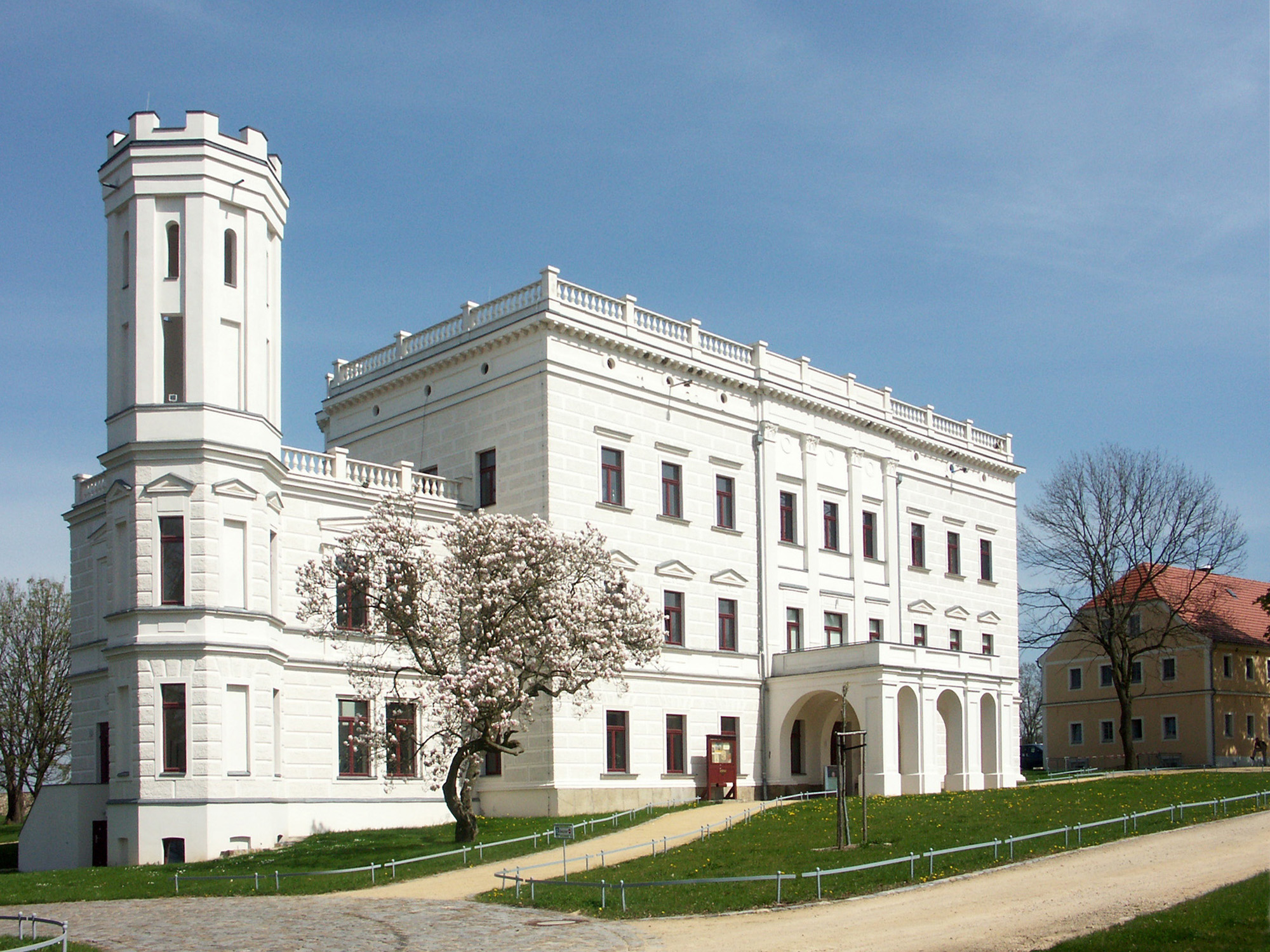
Schloss Krobnitz

Das Schloss Krobnitz (früher auch Crobnitz) im Landkreis Görlitz war der Alterssitz des preußischen Kriegs- und Marineministers Albrecht Graf von Roon. Nach erfolgter Restaurierung dient es als Museum und Veranstaltungsort.

## Lage
Schloss Krobnitz liegt im gleichnamigen Dorf Krobnitz fünf Kilometer nordwestlich von Reichenbach/O.L., dessen Ortsteil es seit 1994 ist. Krobnitz liegt am Schwarzen Schöps, einem Nebenfluss der Spree. Etwa zwei Kilometer östlich von Krobnitz beginnen die Königshainer Berge. Die Krobnitzer Gegend gehört zu dem Teil der Oberlausitz, der infolge der Teilung des Königreiches Sachsen auf dem Wiener Kongress 1815 an Preußen gefallen war (Provinz Schlesien) und 1945 wieder zu Sachsen kam.

## Geschichte

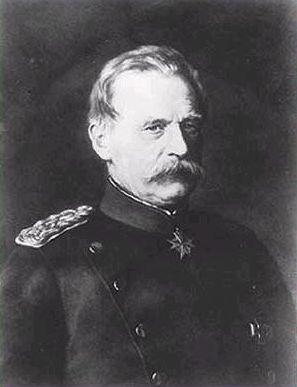
Schlossherr Graf Albrecht von Roon, Foto eines Ölgemäldes von Gustav Graef

Ein Rittergut war schon im Jahr 1551 vorhanden, als Hans v. Döbschütz auf Krobnitz gesessen Erwähnung fand. 1589 verkauften die Gläubiger des Hans v. Döbschütz jun. das Gut an Christoph Balthasar v. Brettin, der es zwei Jahre später Christoph v. Nostitz und Rengersdorf weiterverkaufte. Bis zum Jahr 1688 verblieb es im Besitz der Familie von Nostitz (in der Reihenfolge Christoph, Christoph d. J., Hans, Carl Christoph, Johann Caspar). 1688 bis 1721 befand sich das Gut im Besitz der Familie von Warnsdorf und von 1721 bis 1732 gehörte es denen von Loeben.
Im Jahr 1732 kaufte Carl Heinrich Wilhelm von Uechtritz Krobnitz für 18.000 Taler. Er ließ um 1750 ein barockes Herrenhaus errichten. Eingangshalle und Treppenhaus aus der Erbauungszeit sind noch vorhanden, ebenso die Raumaufteilung. Sein Sohn Friedrich Wilhelm v. Uechtritz legte eine frühromantische Parkanlage („Friedrichtal“) an, die noch in Resten erhalten ist. Nachdem im Jahr 1804 die Uechtritzschen Erben das Gut verkauften, wurde es für 20 Jahre zum Spekulationsobjekt. Mit dem Kauf durch Friedrich Georg Henning v. Oertzen 1824 stabilisierten sich die ökonomischen Verhältnisse. Am 6. September 1873 verkauften die Erben der Familie v. Oertzen Schloss und Gut für 134.600 Taler.
Erwerber war Graf Albrecht von Roon der als preußische Kriegs- und Marineminister großen Anteil an den Siegen in den Deutschen Einigungskriege hatte. Er ließ Krobnitz von 1873 bis 1875 zu seinem Altersruhesitz ausbauen, vermutlich nach Plänen des Berliner Bauinspektors Wilhelm Neumann. Er ersetzte das Mansardengeschoss des Barockbaus durch ein Vollgeschoss, gekrönt von einer flachen Balustrade nach dem Vorbild des Preußischen Kriegsministeriums in der Leipziger Straße in Berlin. Das Gebäude erhielt eine spätklassizistische Fassade und einen zweigeschossigen Seitenflügel mit einem achteckigen Aussichtsturm. Seit diesem repräsentativen Umbau kann man von einem Schloss sprechen. Graf Roon ließ auch den Landschaftspark anlegen und im hinteren Teil 1876 eine Familiengruft errichten. In den Englischen Landschaftsgarten ist ein mit Felsen übersätes Tal einbezogen. Seit 1893 erhob sich über der Gruft eine von seinem Sohn Waldemar nach dem Entwurf des Berliner Architekten Wilhelm Walter (1850–1914) erbaute neogotische Kapelle. Die Bauausführung hatte der Görlitzer Baumeister Friedrich Bruno Neumann, Stifter der Glocke war ein Geschenk Kaiser Wilhelms II. Nach dem Gothaischen Genealogischen Taschenbuch erbte der nachfolgende Enkel Hans Albrecht Graf Roon (1907–1938) die nur direkt 302 ha große Begüterung Majorat Krobnitz mit Vorwerk Oberwald als Fideikommissherr, dann Besitzer des Allod Krobnitz, verheiratet mit der Generalstochter Ilse von Dewitz. Das Genealogische Handbuch des Adels benennt ab 1938 als Erben Manfred Graf Roon. 1941 wurde Krobnitz Teil einer Schutzforst-Stiftung.
Der Besitz der Familie Roon wurde 1945 im Zuge der Bodenreform in der Sowjetischen Besatzungszone entschädigungslos enteignet. Das Schloss diente kurzzeitig der Roten Armee als Kommandantur. Danach bezogen es Flüchtlinge und Vertriebene aus den deutschen Ostgebieten. Anfang der 1950er-Jahre wurden elf Wohnungen eingebaut, wobei die Raumstruktur und weitere architektonische Details verloren gingen. Der Verfall der Anlage schritt trotz Nutzung unter anderem durch eine Kindertagesstätte beständig fort.
Im Jahr 2000 erwarb die Stadt Reichenbach das Anwesen von der Treuhandanstalt und restaurierte in einer regen Bautätigkeit in den Jahren 2002 bis 2005 fachgerecht das Schloss und die angrenzenden Gebäude. Die Sanierung des Schlossparks erfolgte von 2006 bis 2010.

## Bauten
- Das Schloss besitzt nach der Restaurierung wieder das Aussehen, das ihm Albrecht Graf von Roon bei seinem Umbau gab. Auch der verloren gegangene Turm wurde wieder errichtet. Ein 1914 angeschlossener Saalbau, der sich nicht in das Gesamtensemble einfügte, wurde abgerissen.[5] Heute dient das Schloss als Museum und ist auch Sitz des Schlesisch-Oberlausitzer Museumsverbundes. Das Museum beherbergt Dauerausstellungen zur Geschichte des Gutes und zu Graf von Roon. Sonderausstellungen, Sommerkonzerte aber auch das Hochzeitszimmer komplettieren die Nutzung.

- Das östlich des Schlosses befindliche ehemalige Inspektorenhaus nutzte der Verein für Arbeitsmarkt- und Regionalentwicklung (AUR) e. V. zur arbeitstherapeutischen Betreuung von schwervermittelbaren Langzeitarbeitslosen und benachteiligten Jugendlichen durch Beschäftigungsmaßnahmen in den Gewerken Holz und Metall.[6]

- In der dem Schloss gegenüberliegenden Alten Schmiede sind ein großer und ein kleiner Saal und im Obergeschoss ein Vortragssaal entstanden. Hier finden regelmäßig Vorträge und Kammerkonzerte, aber auch private Feiern statt.

- Der in langen Jahren verwilderte Park wurde ebenfalls überarbeitet. Die Roonsche Familiengruft ist noch vorhanden. Die darüber befindliche Gruftkapelle ist zu DDR-Zeiten 1980 trotz guten Erhaltungszustands aus ideologischen Gründen abgerissen worden, doch sind ihre Grundmauern wiederhergestellt und ihre Glocke wird im Museum gezeigt.[5]

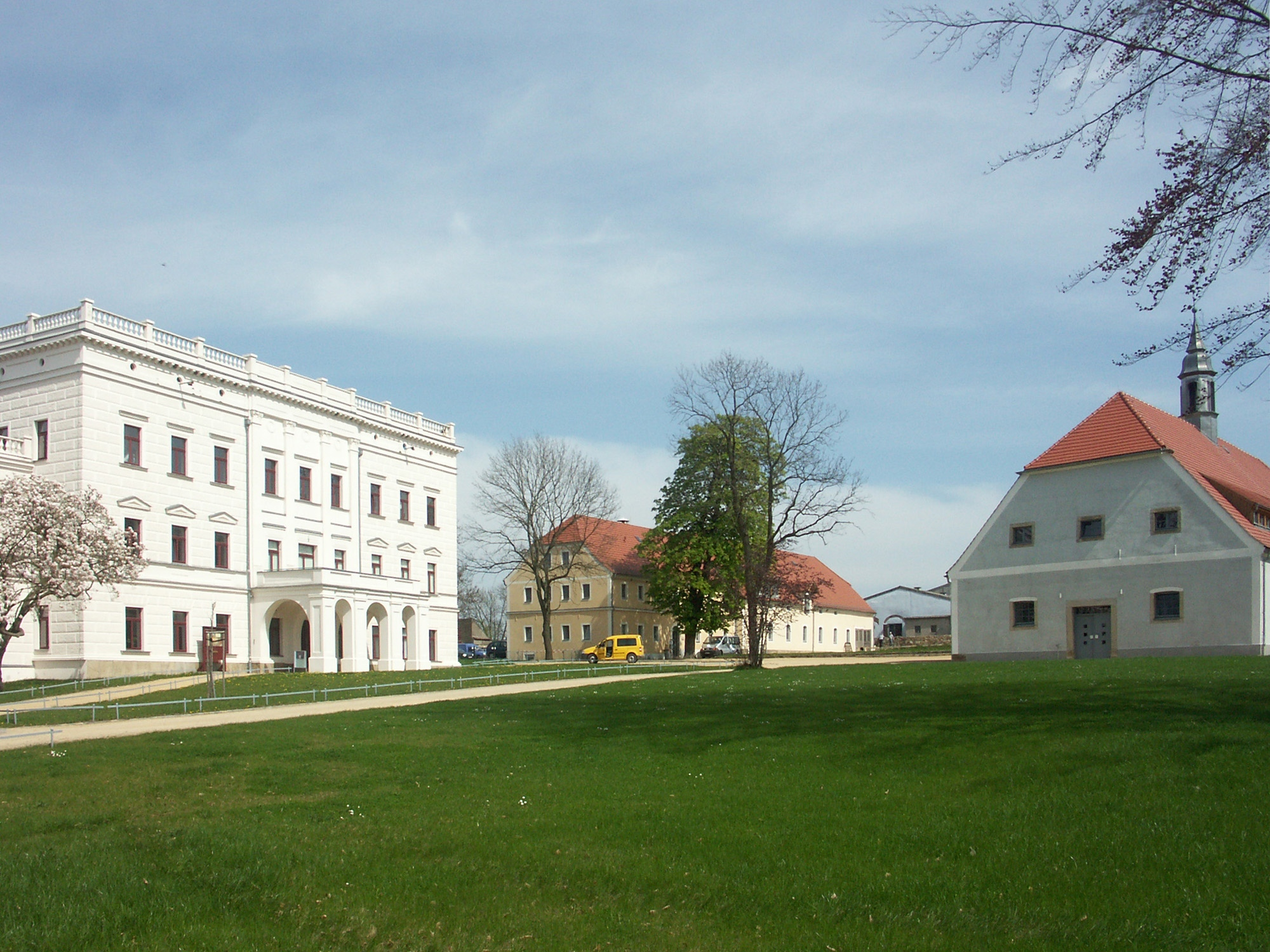
Die Gesamtanlage
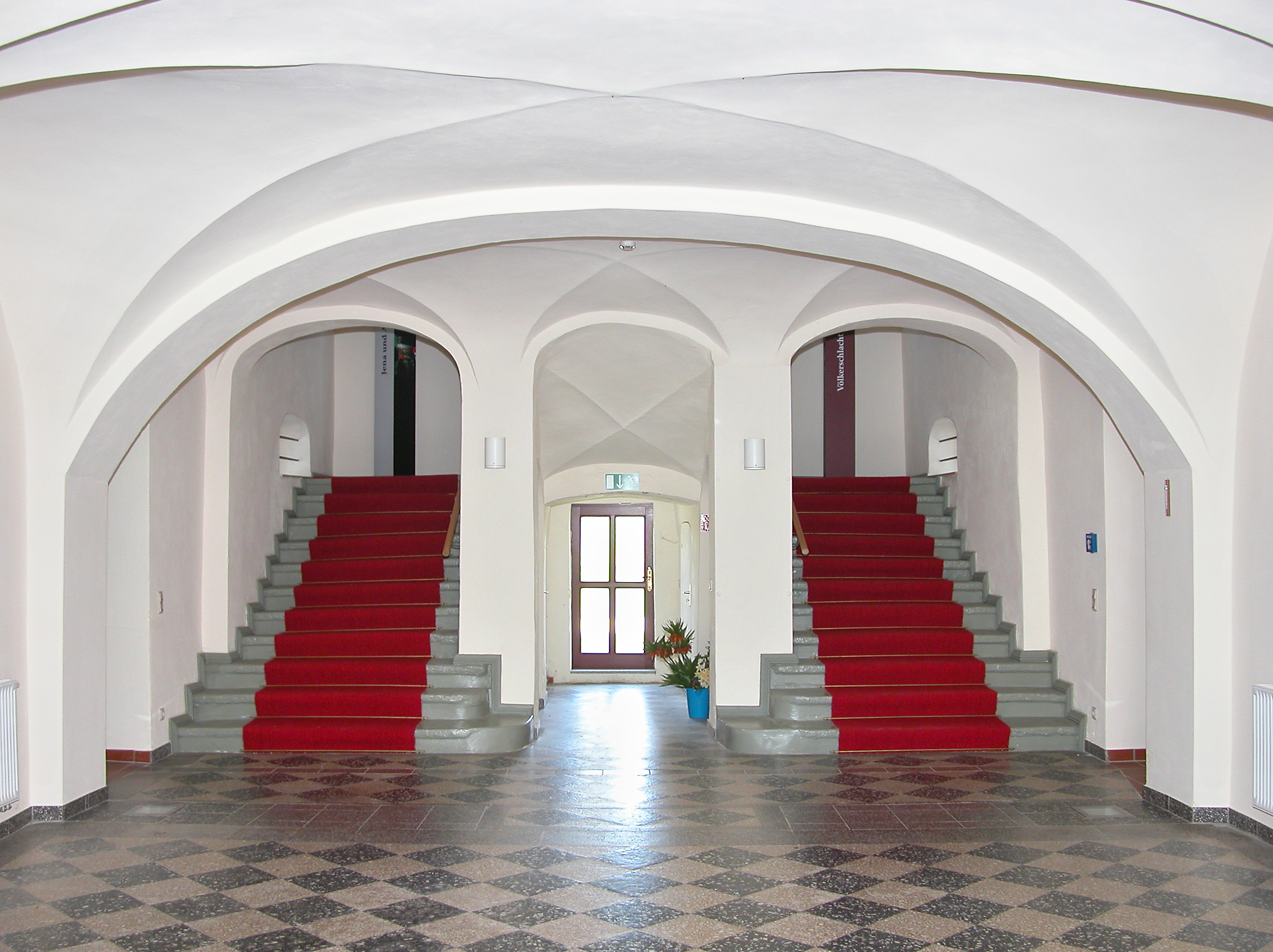
Foyer und Treppenhaus
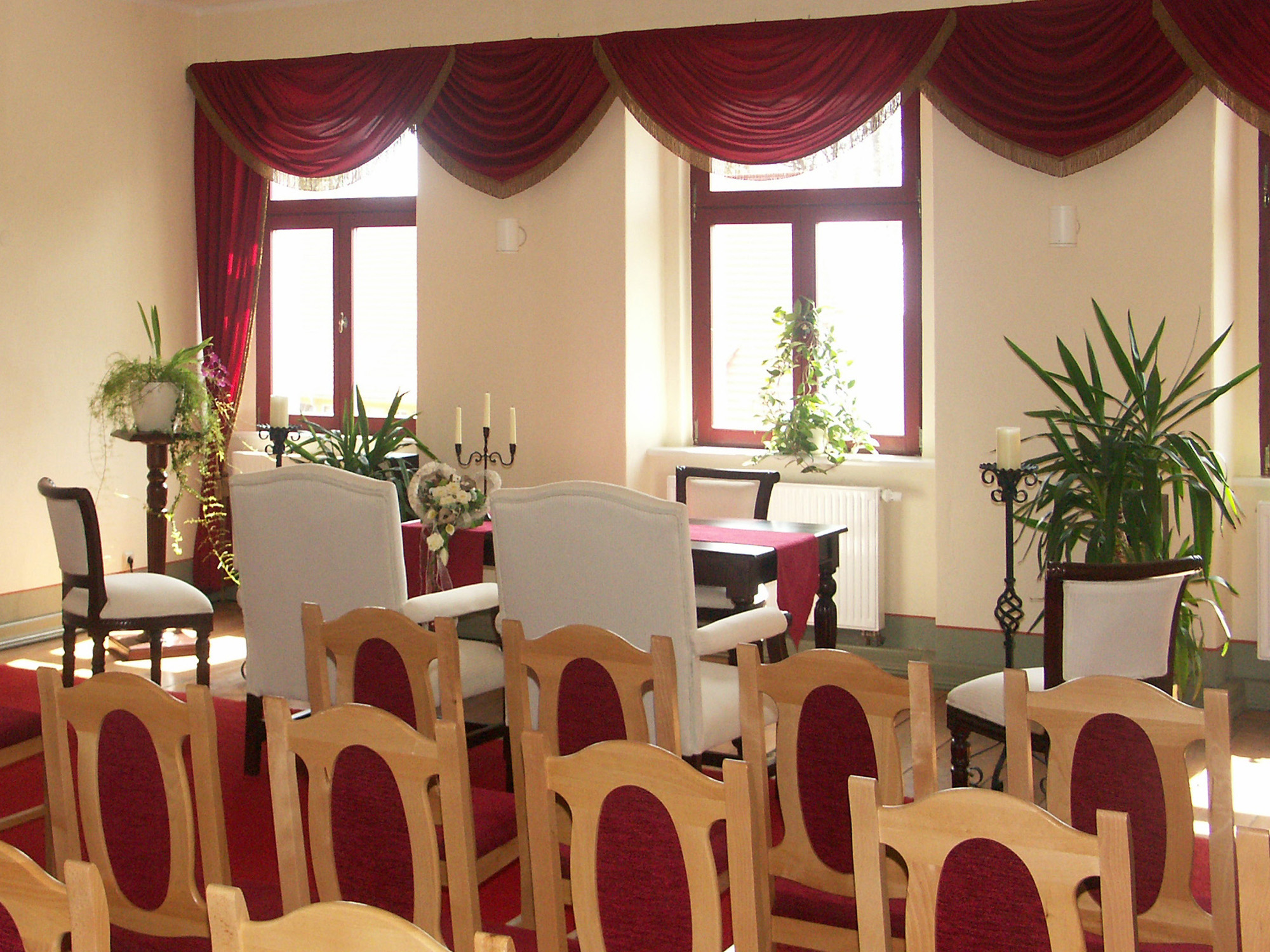
Das Hochzeitszimmer
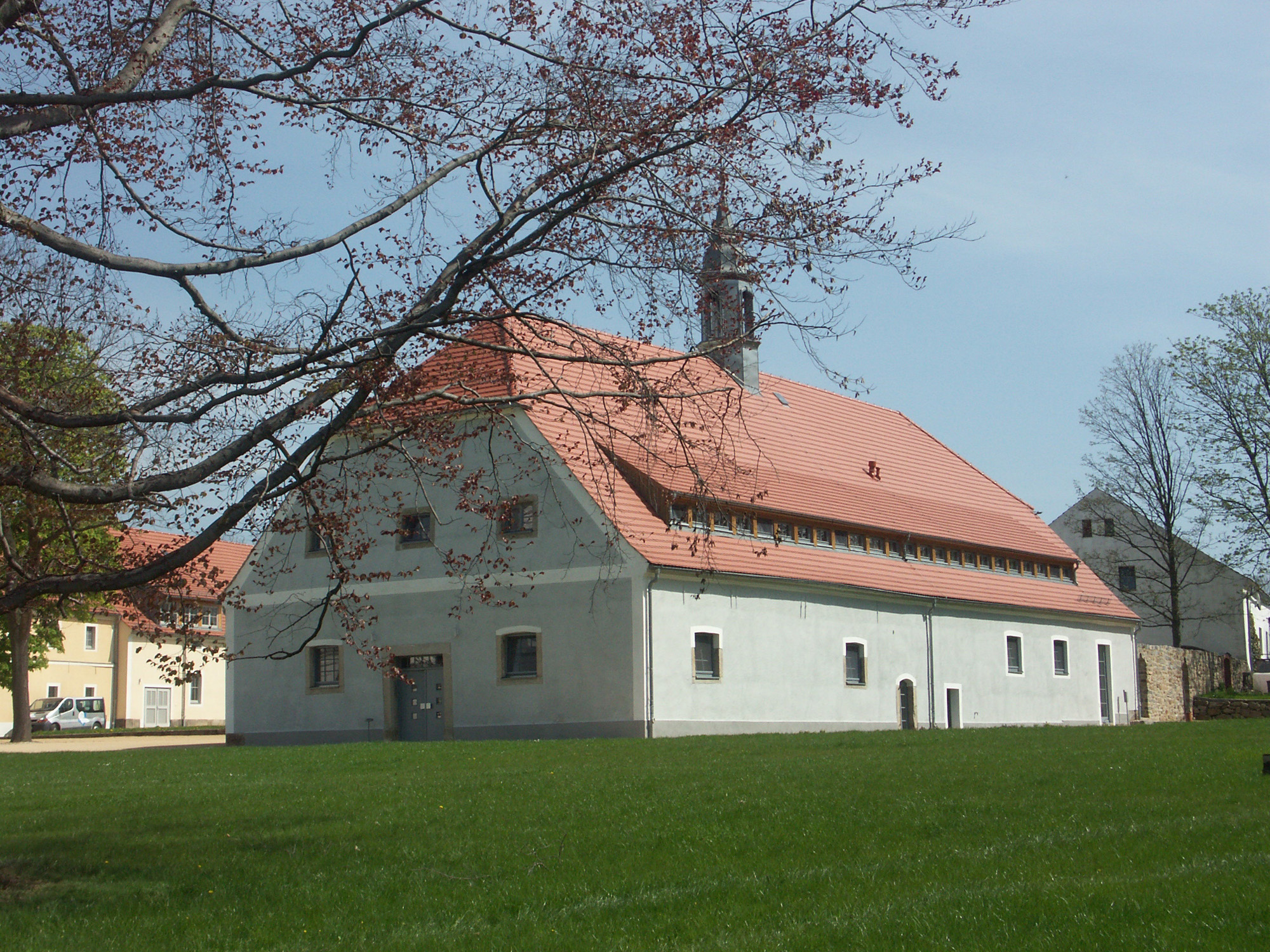
Die Alte Schmiede
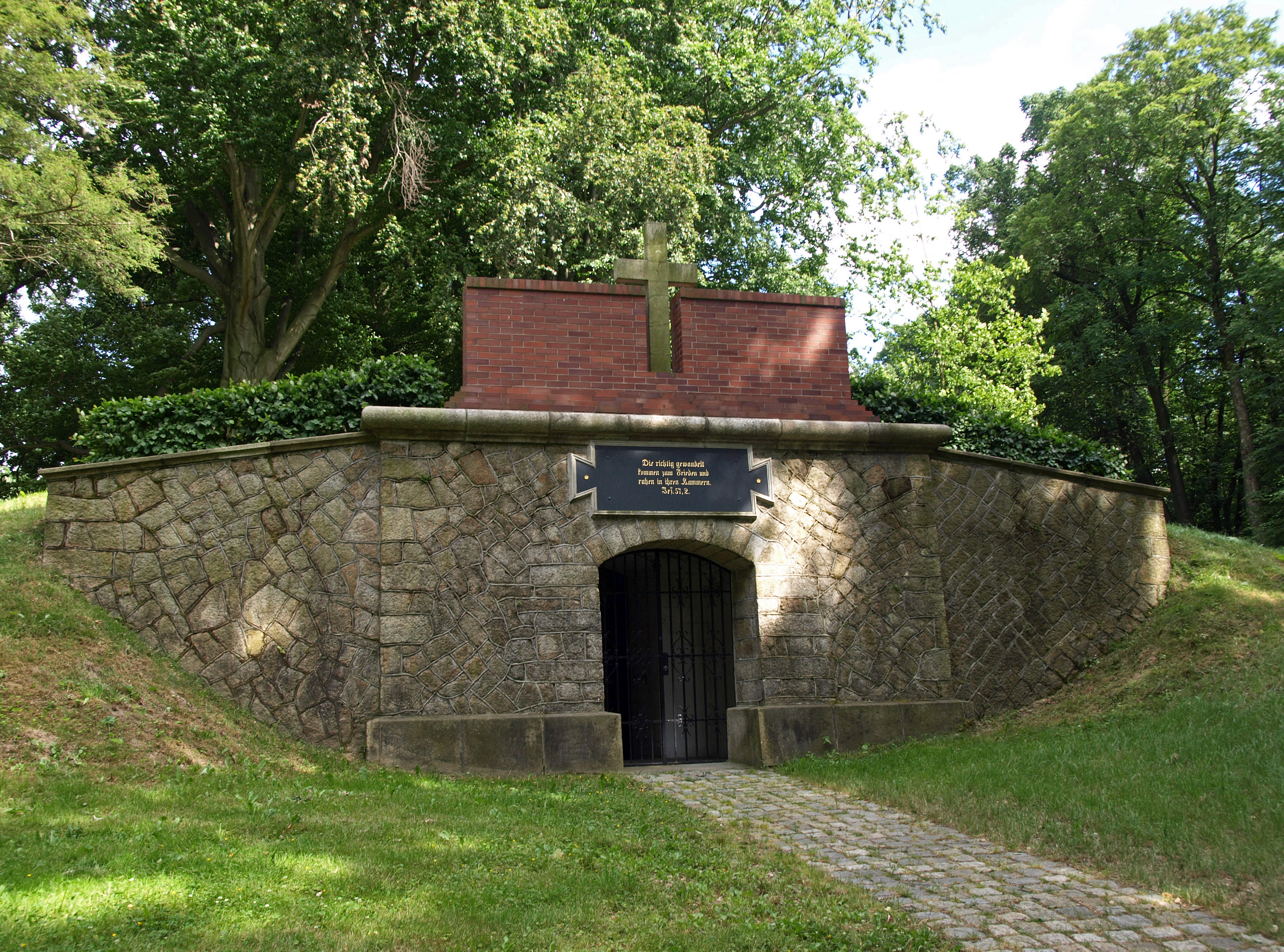
Die Roonsche Familiengruft

## Schlosspark

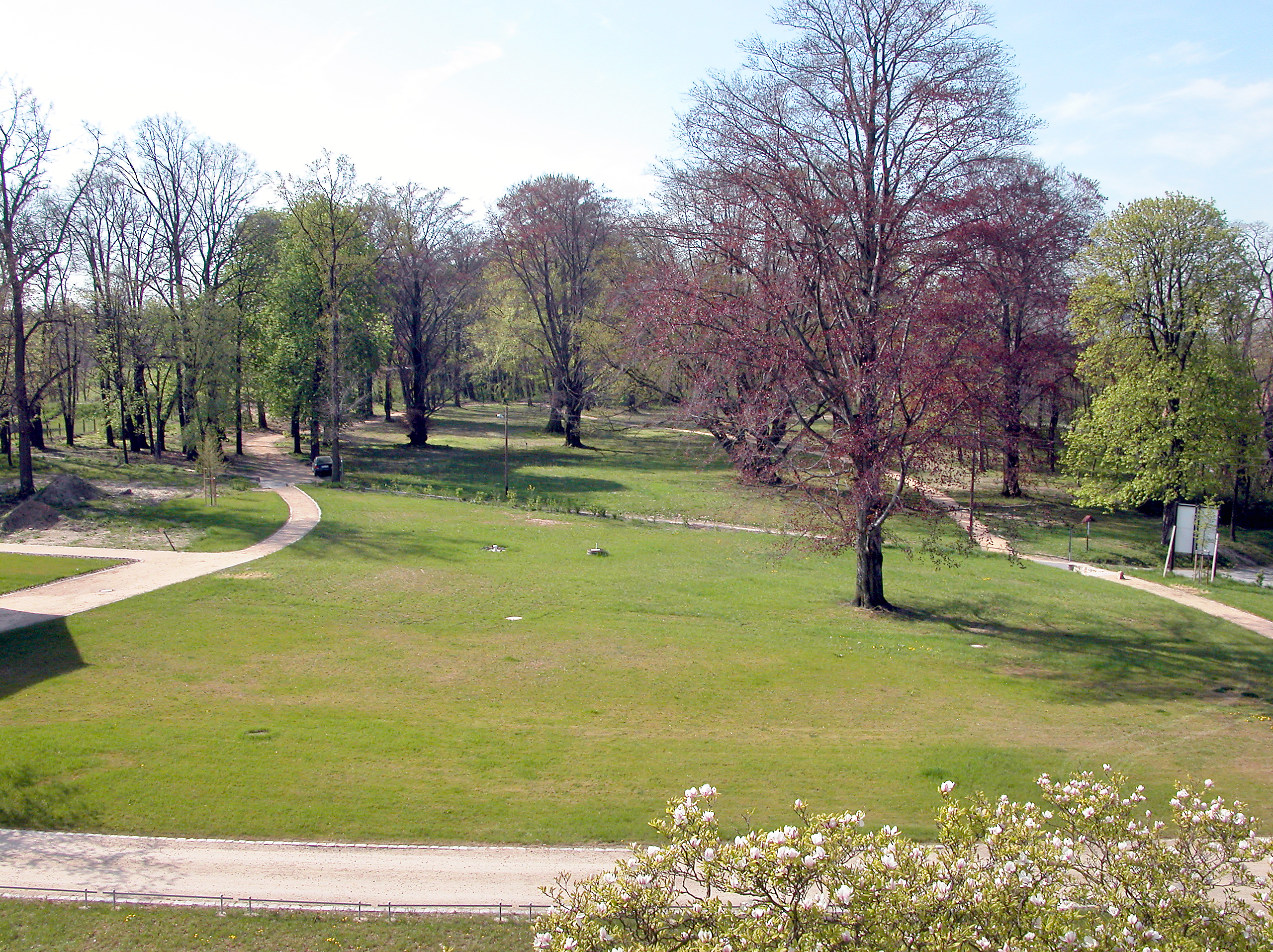
Der Schlosspark

Der Schlosspark ist Mitglied des Gartenkulturpfades beiderseits der Neiße. Dies verbessert die Möglichkeiten der Pflege (Parkseminare) und die Aussichten auf Förderung sowie die touristische Erschließung.